# Rauzan
Rauzan  est une commune du Sud-Ouest de la France, située dans le département de la Gironde (région Nouvelle-Aquitaine).
Ses habitants sont appelés les Rauzannais et Rauzannaises.

## Géographie

### Localisation
La commune se trouve à 40 km à l'est-sud-est de Bordeaux, chef-lieu du département, à 22 km au sud-sud-est de Libourne, chef-lieu d'arrondissement et à 11 km au sud-ouest de Pujols, ancien chef-lieu de canton.
| - OpenStreetMap Limite communale |

Les communes limitrophes sont Saint-Vincent-de-Pertignas au nord-est, Blasimon au sud, Jugazan à l'ouest, Naujan-et-Postiac au nord-ouest, Saint-Aubin-de-Branne au nord-nord-ouest sur moins de 100 mètres et Saint-Jean-de-Blaignac au nord.
| Saint-Aubin-de-Branne Naujan-et-Postiac | Saint-Jean-de-Blaignac | Saint-Vincent-de-Pertignas |
| Jugazan                                 | Rauzan                 |                            |
|                                         | Blasimon               |                            |

### Climat
Pour des articles plus généraux, voir Climat de la Nouvelle-Aquitaine et Climat de la Gironde.
Historiquement, la commune est exposée à un climat océanique aquitain.  
En 2020, Météo-France publie une typologie des climats de la France métropolitaine dans laquelle la commune est exposée à un climat océanique et est dans la région climatique Aquitaine, Gascogne, caractérisée par une pluviométrie abondante au printemps, modérée en automne, un faible ensoleillement au printemps, un été chaud (19,5 °C), des vents faibles, des brouillards fréquents en automne et en hiver et des orages fréquents en été (15 à 20 jours).
Pour la période 1971-2000, la température annuelle moyenne est de 12,8 °C, avec une amplitude thermique annuelle de 14,6 °C. Le cumul annuel moyen de précipitations est de 821 mm, avec 11,7 jours de précipitations en janvier et 6,7 jours en juillet. Pour la période 1991-2020, la température moyenne annuelle observée sur la station météorologique la plus proche, située sur la commune de Talence à 10 km à vol d'oiseau, est de 14,3 °C et le cumul annuel moyen de précipitations est de 884,0 mm,. Pour l'avenir, les paramètres climatiques de la commune estimés pour 2050 selon différents scénarios d’émission de gaz à effet de serre sont consultables sur un site dédié publié par Météo-France en novembre 2022.

## Urbanisme

### Typologie
Au 1er janvier 2024, Rauzan est catégorisée bourg rural, selon la nouvelle grille communale de densité à sept niveaux définie par l'Insee en 2022.
Elle est située hors unité urbaine et hors attraction des villes,.

### Occupation des sols

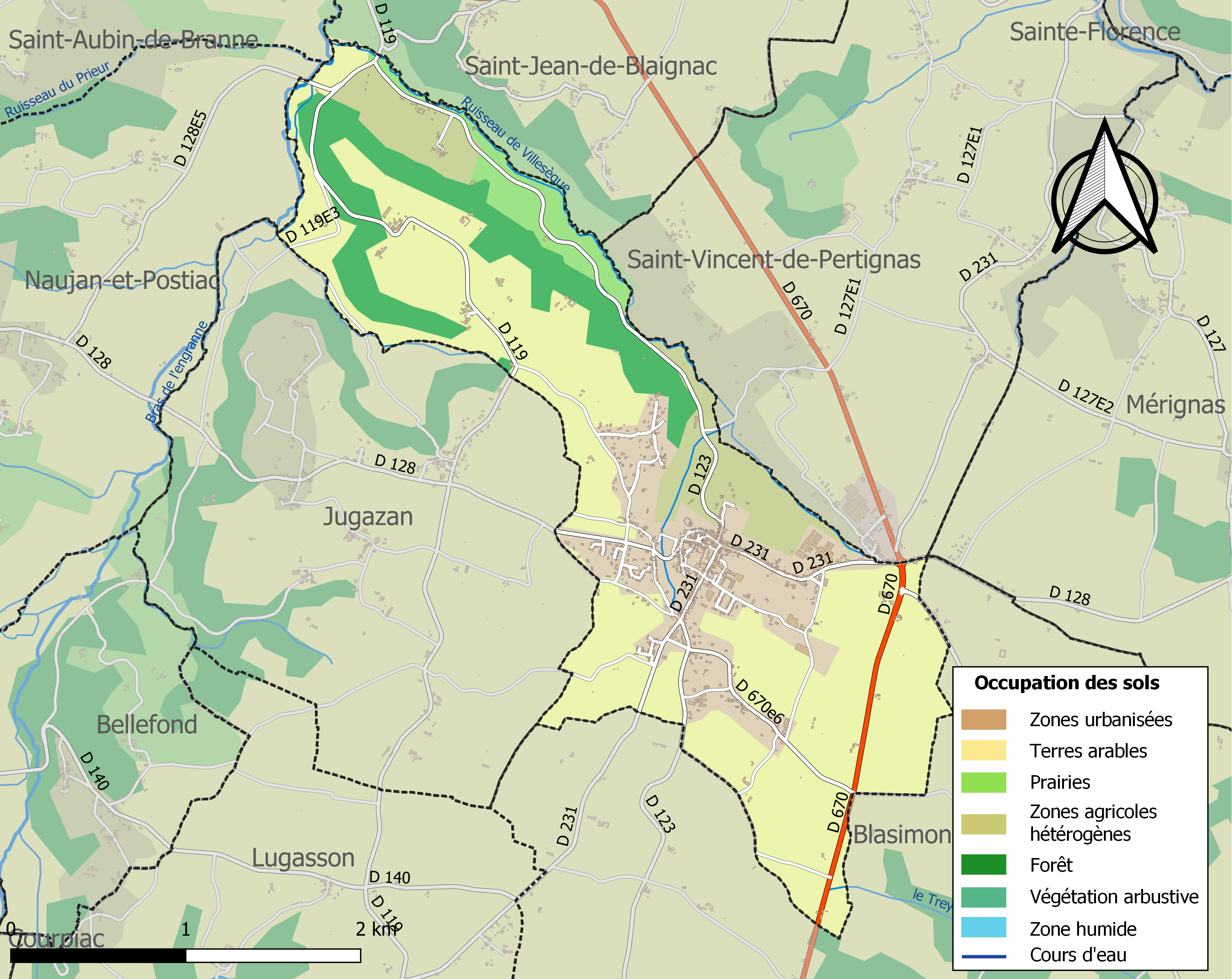
Carte des infrastructures et de l'occupation des sols de la commune en 2018 (CLC).

L'occupation des sols de la commune, telle qu'elle ressort de la base de données européenne d’occupation biophysique des sols Corine Land Cover (CLC), est marquée par l'importance des territoires agricoles (69,1 % en 2018), en diminution par rapport à 1990 (77,8 %). La répartition détaillée en 2018 est la suivante : 
cultures permanentes (49,1 %), zones urbanisées (14,6 %), forêts (12,8 %), zones agricoles hétérogènes (10,1 %), terres arables (5,6 %), prairies (4,2 %), zones industrielles ou commerciales et réseaux de communication (3,5 %). L'évolution de l’occupation des sols de la commune et de ses infrastructures peut être observée sur les différentes représentations cartographiques du territoire : la carte de Cassini (XVIIIe siècle), la carte d'état-major (1820-1866) et les cartes ou photos aériennes de l'IGN pour la période actuelle (1950 à aujourd'hui).

### Habitat et logement
En 2018, le nombre total de logements dans la commune était de 652, alors qu'il était de 596 en 2013 et de 558 en 2008.
Parmi ces logements, 84 % étaient des résidences principales, 3,3 % des résidences secondaires et 12,7 % des logements vacants. Ces logements étaient pour 85,2 % d'entre eux des maisons individuelles et pour 14,8 % des appartements.
Le tableau ci-dessous présente la typologie des logements à Rauzan en 2018 en comparaison avec celle de la Gironde et de la France entière. Une caractéristique marquante du parc de logements est ainsi une proportion de résidences secondaires et logements occasionnels (3,3 %) inférieure à celle du département (8,9 %) et à celle de la France entière (9,7 %). Concernant le statut d'occupation de ces logements, 65,2 % des habitants de la commune sont propriétaires de leur logement (63,2 % en 2013), contre 54,7 % pour la Gironde et 57,5 % pour la France entière.
| Typologie                                               | Rauzan | Gironde | France entière |
| ------------------------------------------------------- | ------ | ------- | -------------- |
| Résidences principales (en %)                           | 84     | 84,9    | 82,1           |
| Résidences secondaires et logements occasionnels (en %) | 3,3    | 8,9     | 9,7            |
| Logements vacants (en %)                                | 12,7   | 6,2     | 8,2            |

### Voies de communication et transports
Les principales voies de communication routière sont la route départementale D128 qui commence dans le village et mène vers l'ouest à Jugazan et la route départementale D670, ancienne route nationale 670 qui traverse l'est du territoire communal, à environ un km du village et mène vers le nord à Saint-Jean-de-Blaignac et vers le sud à Sauveterre-de-Guyenne.
L'accès à l'autoroute A62 (Bordeaux-Toulouse) le plus proche est celui de  2 Podensac qui se situe à 31 km vers le sud-ouest.

L'accès  1 Bazas à l'autoroute A65 (Langon-Pau) se situe à 45 km vers le sud.

L'accès le plus proche à l'autoroute A89 (Bordeaux-Lyon) est celui de l'échangeur autoroutier  avec la route nationale 89 qui se situe à 20 km vers le nord-ouest.
La station de chemin de fer la plus proche est la de gare de Libourne sur la ligne TGV Atlantique Paris - Bordeaux, la ligne Intercités ligne Lyon - Bordeaux et le réseau TER Nouvelle-Aquitaine, distante de 21 km par la route vers le nord-ouest, .
La gare de Cérons sur la ligne Bordeaux-Sète du TER Nouvelle-Aquitaine est distante de 28 km par la route vers le sud-ouest.

### Risques naturels et technologiques
Le territoire de la commune de Rauzan est vulnérable à différents aléas naturels : météorologiques (tempête, orage, neige, grand froid, canicule ou sécheresse), inondations, mouvements de terrains et séisme (sismicité très faible). Il est également exposé à un risque technologique, la rupture d'un barrage. Un site publié par le BRGM permet d'évaluer simplement et rapidement les risques d'un bien localisé soit par son adresse soit par le numéro de sa parcelle.

#### Risques naturels
La commune a été reconnue en état de catastrophe naturelle au titre des dommages causés par les inondations et coulées de boue survenues en 1982, 1983, 1993, 1999, 2005, 2009 et 2020,.
Les mouvements de terrains susceptibles de se produire sur la commune sont des affaissements et effondrements liés aux cavités souterraines (hors mines). Par ailleurs, afin de mieux appréhender le risque d’affaissement de terrain, l'inventaire national des cavités souterraines permet de localiser celles situées sur la commune.

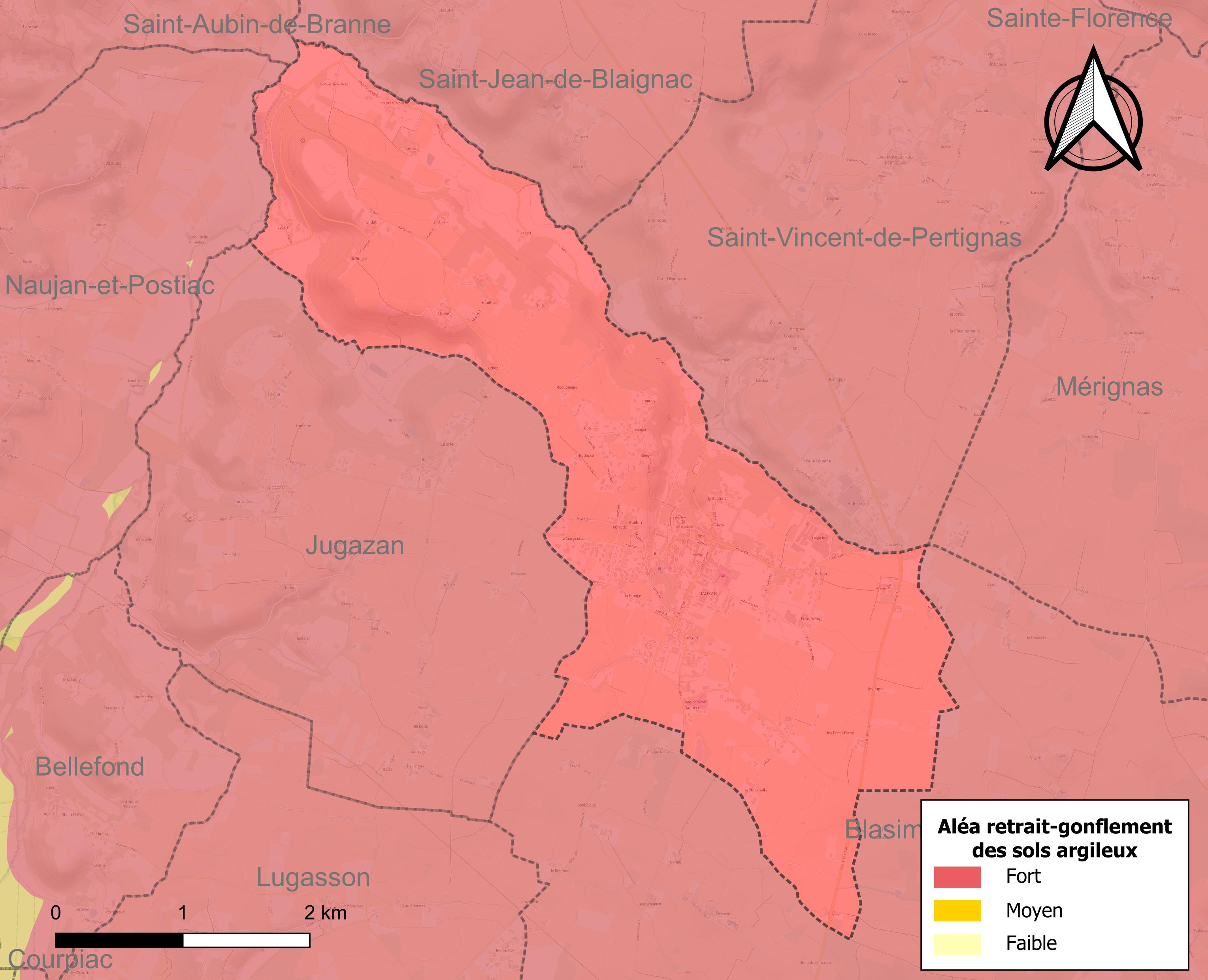
Carte des zones d'aléa retrait-gonflement des sols argileux de Rauzan.

Le retrait-gonflement des sols argileux est susceptible d'engendrer des dommages importants aux bâtiments en cas d’alternance de périodes de sécheresse et de pluie. La totalité de la commune est en aléa moyen ou fort (67,4 % au niveau départemental et 48,5 % au niveau national). Sur les 592 bâtiments dénombrés sur la commune en 2019,  592 sont en aléa moyen ou fort, soit 100 %, à comparer aux 84 % au niveau départemental et 54 % au niveau national. Une cartographie de l'exposition du territoire national au retrait gonflement des sols argileux est disponible sur le site du BRGM,.
Par ailleurs, afin de mieux appréhender le risque d’affaissement de terrain, l'inventaire national des cavités souterraines permet de localiser celles situées sur la commune.
Concernant les mouvements de terrains, la commune a été reconnue en état de catastrophe naturelle au titre des dommages causés par la sécheresse en 2003 et 2015 et par des mouvements de terrain en 1999.

#### Risques technologiques
La commune est en outre située en aval du  barrage de Bort-les-Orgues, un ouvrage sur la Dordogne de classe A soumis à PPI, disposant d'une retenue de 477 millions de mètres cubes. À ce titre elle est susceptible d’être touchée par l’onde de submersion consécutive à la rupture de cet ouvrage.

## Toponymie
La localité est appelée Rausan en gascon.

## Politique et administration

### Rattachements administratifs et électoraux

#### Rattachements administratifs
La commune se trouve dans l'arrondissement de Libourne du département de la Gironde.
Après avoir été de 1793 à 1801 chef-lieu de canton, la commune est cette année-là rattachée au canton de Pujols. Dans le cadre du redécoupage cantonal de 2014 en France, cette circonscription administrative territoriale a disparu, et le canton n'est plus qu'une circonscription électorale.

#### Rattachements électoraux
Pour les élections départementales, la commune fait partie depuis 2014 du canton des Coteaux de Dordogne
Pour l'élection des députés, elle fait partie de la dixième circonscription de la Gironde.

### Intercommunalité
Rauzan est membre fondateur de la communauté de communes Castillon-Pujols, un établissement public de coopération intercommunale (EPCI) à fiscalité propre créé fin 2002 et auquel la commune a transféré un certain nombre de ses compétences, dans les conditions déterminées par le code général des collectivités territoriales.

### Liste des maires
| Période                                  | Période                       | Identité        | Étiquette | Qualité |
| ---------------------------------------- | ----------------------------- | --------------- | --------- | --- |
| Les données manquantes sont à compléter. |                               |                 |           | |
| 1925                                     | 1935                          | Valentin Maurin | SFIO      | Propriétaire Conseiller général de Pujols (1937 → 1940) Conseiller d'arrondissement (1928 → 1937)                                                                                          |
| 1935                                     | 1974                          | Pierre Martin   |           | Vice-Président de la fédération des caves coopératives Nommé conseiller départemental de Pujols par le Gouvernement de Vichy (1943 → 1945)                                                 |
| 1974                                     | juillet 2022,                 | Gérard César    | UMP → LR  | Viticulteur, ancien syndicaliste agricole Sénateur de la Gironde (1990 → 2017) Conseiller général de Pujols (1973 → 2011) Président de la CC Castillon-Pujols (2014 → 2022) Démissionnaire |
| octobre 2022,                            | En cours (au 19 janvier 2023) | Patrick Nardou  |           | Carrossier Président de la branche réparation et services de la fédération française de la carrosserie                                                                                     |

## Démographie
L'évolution du nombre d'habitants est connue à travers les recensements de la population effectués dans la commune depuis 1793. Pour les communes de moins de 10 000 habitants, une enquête de recensement portant sur toute la population est réalisée tous les cinq ans, les populations de référence des années intermédiaires étant quant à elles estimées par interpolation ou extrapolation. Pour la commune, le premier recensement exhaustif entrant dans le cadre du nouveau dispositif a été réalisé en 2005.

En 2022, la commune comptait 1 253 habitants, en évolution de +3,55 % par rapport à 2016 (Gironde : +6,91 %, France hors Mayotte : +2,11 %).
| 1793  | 1800 | 1806 | 1821  | 1831 | 1836  | 1841 | 1846  | 1851 |
| ----- | ---- | ---- | ----- | ---- | ----- | ---- | ----- | ---- |
| 1 058 | 970  | 979  | 1 042 | 952  | 1 017 | 886  | 1 017 | 961  |

| 1856  | 1861  | 1866  | 1872  | 1876  | 1881  | 1886  | 1891 | 1896 |
| ----- | ----- | ----- | ----- | ----- | ----- | ----- | ---- | ---- |
| 1 023 | 1 075 | 1 124 | 1 103 | 1 055 | 1 060 | 1 000 | 909  | 998  |

| 1901  | 1906  | 1911  | 1921  | 1926  | 1931  | 1936 | 1946 | 1954 |
| ----- | ----- | ----- | ----- | ----- | ----- | ---- | ---- | ---- |
| 1 028 | 1 033 | 1 007 | 1 004 | 1 021 | 1 017 | 950  | 930  | 888  |

| 1962 | 1968 | 1975 | 1982 | 1990 | 1999  | 2005  | 2006  | 2010  |
| ---- | ---- | ---- | ---- | ---- | ----- | ----- | ----- | ----- |
| 841  | 858  | 903  | 888  | 978  | 1 035 | 1 088 | 1 122 | 1 161 |

| 2015  | 2020  | 2022  | - | - | - | - | - | - |
| ----- | ----- | ----- | - | - | - | - | - | - |
| 1 206 | 1 248 | 1 253 | - | - | - | - | - | - |

## Culture locale et patrimoine

### Lieux et monuments

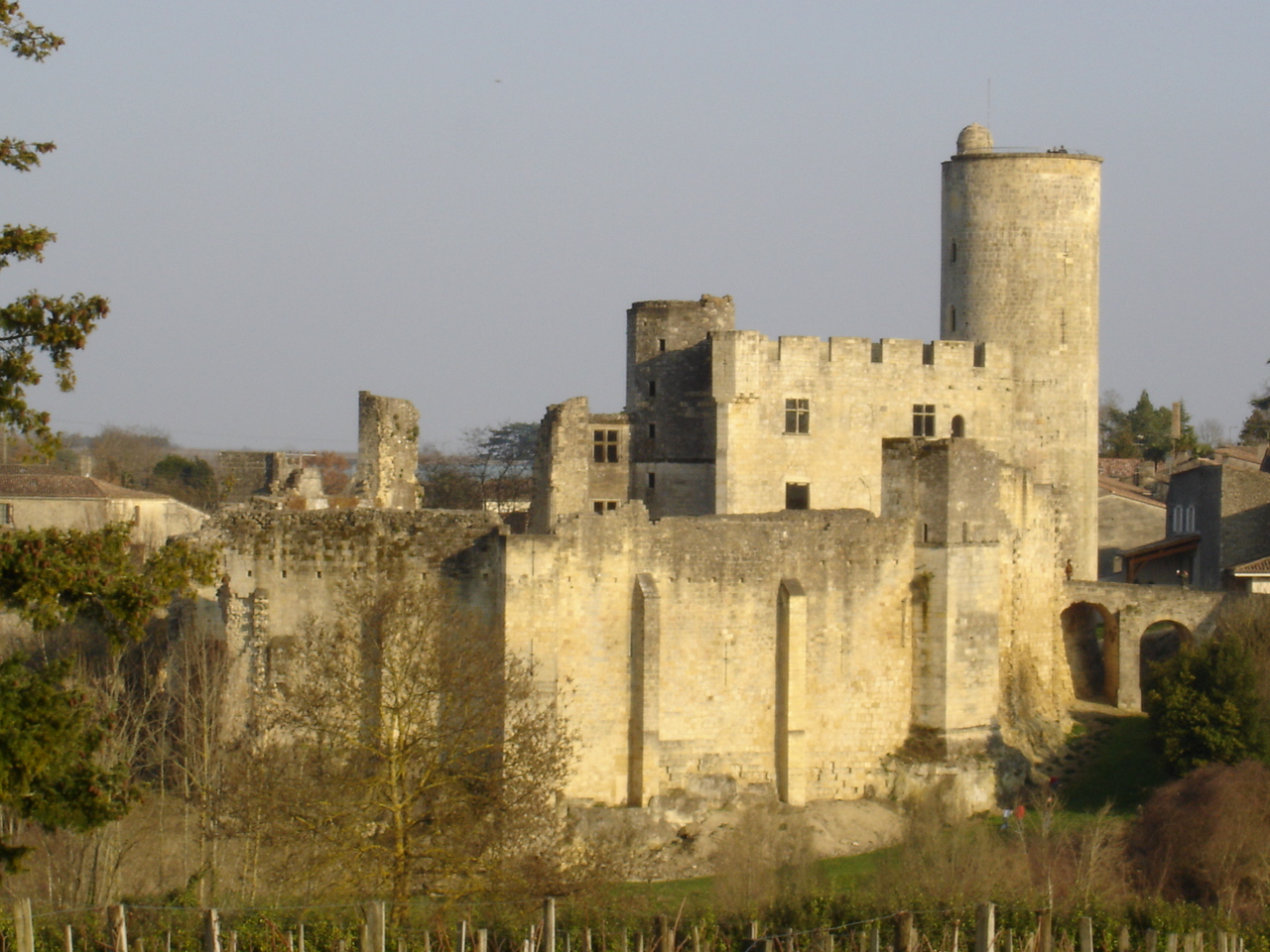
Le château (fév. 2008)

- Le château de Rauzan : édifié par Jean Sans Terre, duc de Normandie (1199-1204), duc de Guyenne (1199-1216) et roi d'Angleterre de 1199 à 1216, le château a été construit sur un rocher occupé dès l'Antiquité. Témoin de la guerre de 100 ans, le château de Rauzan a été pris par deux fois par les Français, dont Bertrand Du Guesclin en 1377. Classé en 1862 par les monuments historiques[32], il ne renaît dans les esprits qu'à partir des années 1970 lorsque la commune de Rauzan, propriétaire depuis 1900, et quelques passionnés d'architecture médiévale entreprennent des travaux de débroussaillage et de restauration.
- L'église Saint-Pierre, construite aux XIIe et XIIIe siècles, a été classée monument historique en 2003[33].
- La grotte Célestine est parcourue par une rivière souterraine. La grotte a été nommée en hommage à Célestine, propriétaire des lieux. La cavité a été découverte par hasard en 1845 par le grainetier du village qui a effectué les premières visites. Elle a servi également de cachette à des résistants. Tombée dans l'oubli durant 70 ans, elle se visite désormais depuis 2002.
- Cave coopérative viticole
- Village Antiquités Brocante & Vintage. 40 stands. Ouvert du mercredi au dimanche, parking gratuit; restauration le dimanche

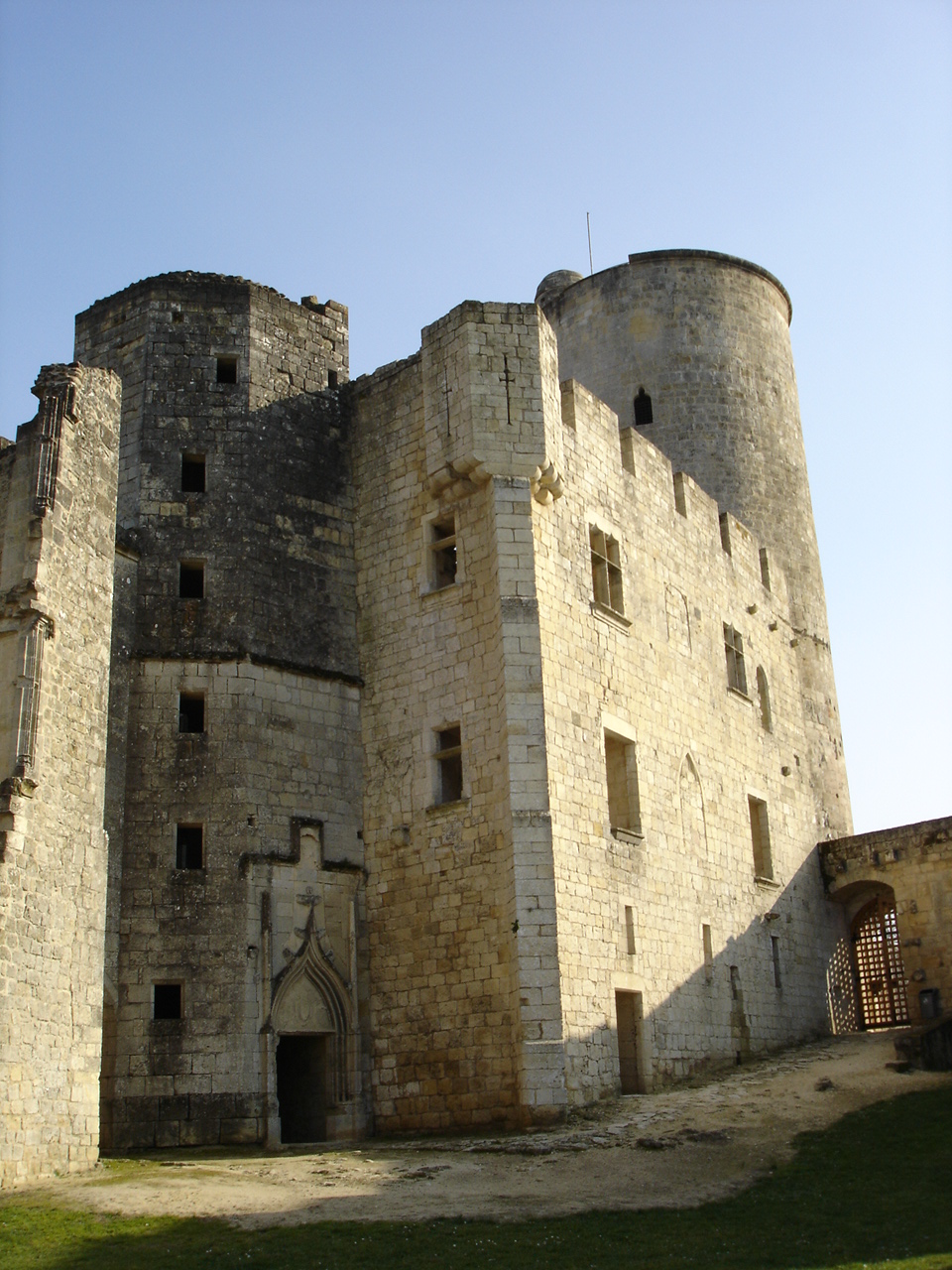
Château, le logis seigneurial (fév. 2008)
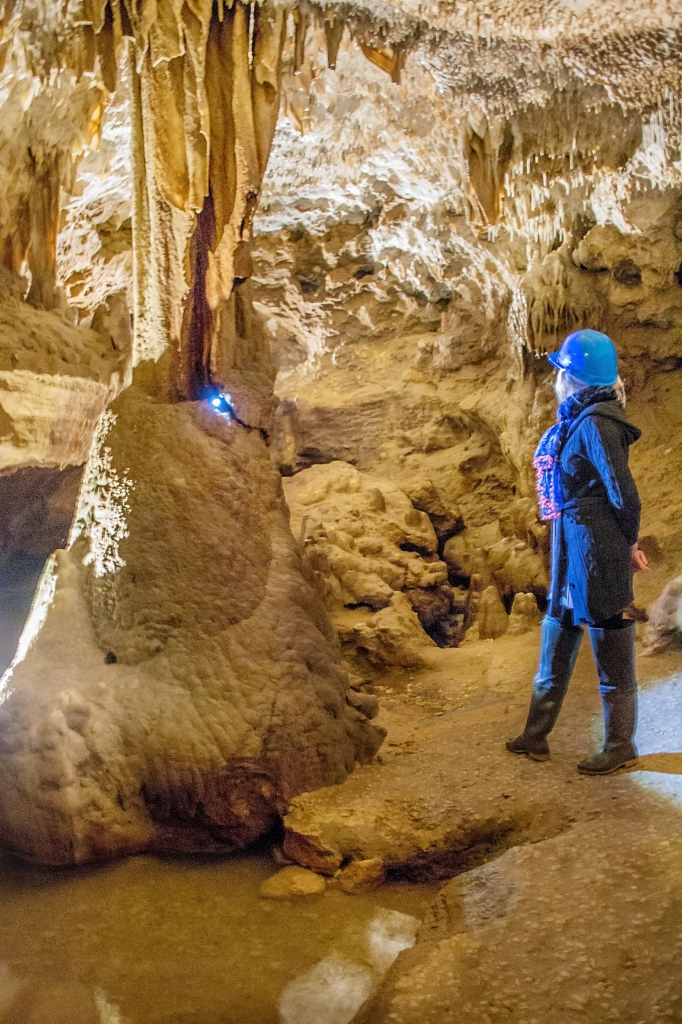
La Grotte Célestine de Rauzan (déc. 2015)
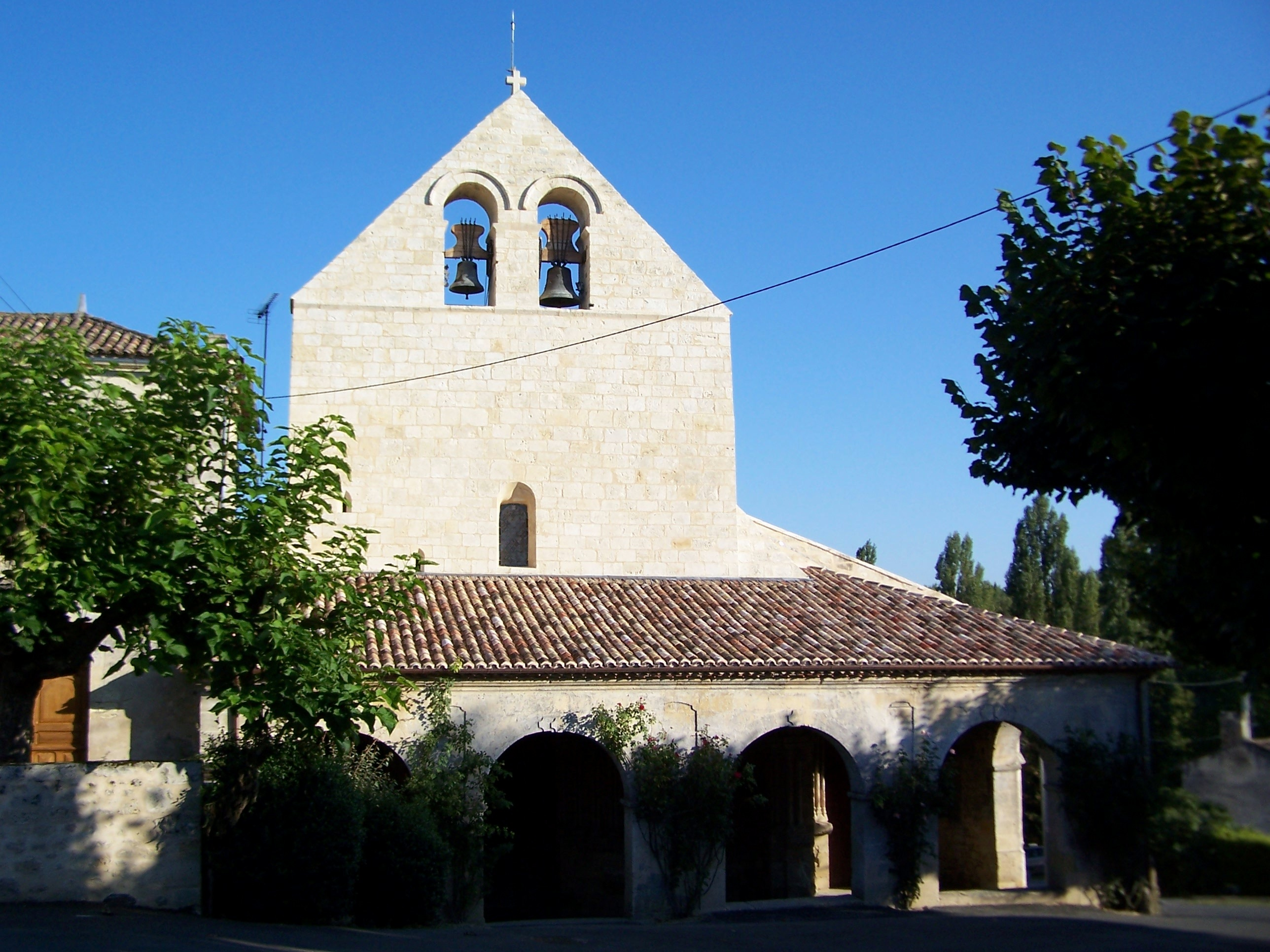
L'église Saint-Pierre (oct. 2012)
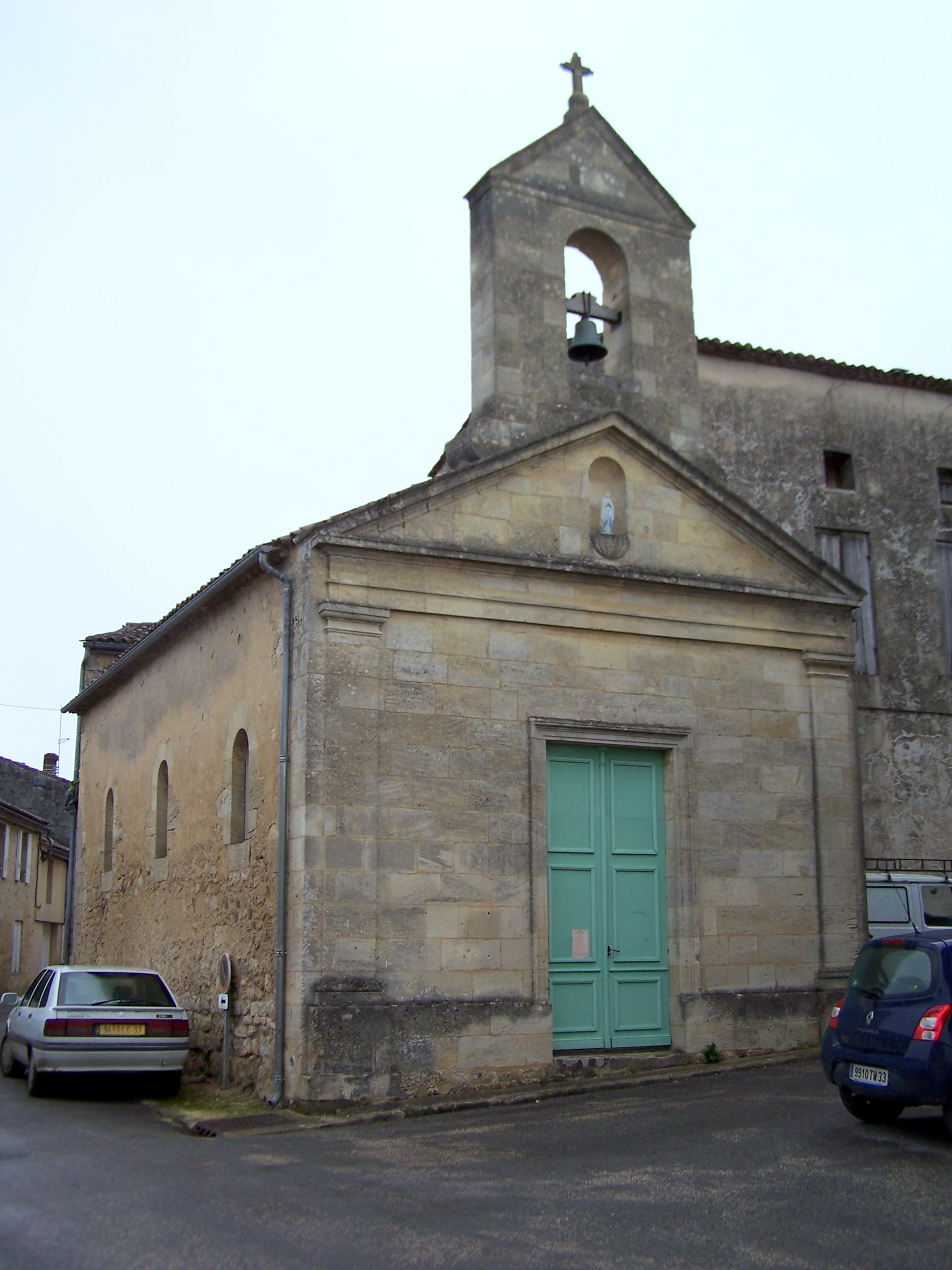
La chapelle du bourg (oct. 2012)
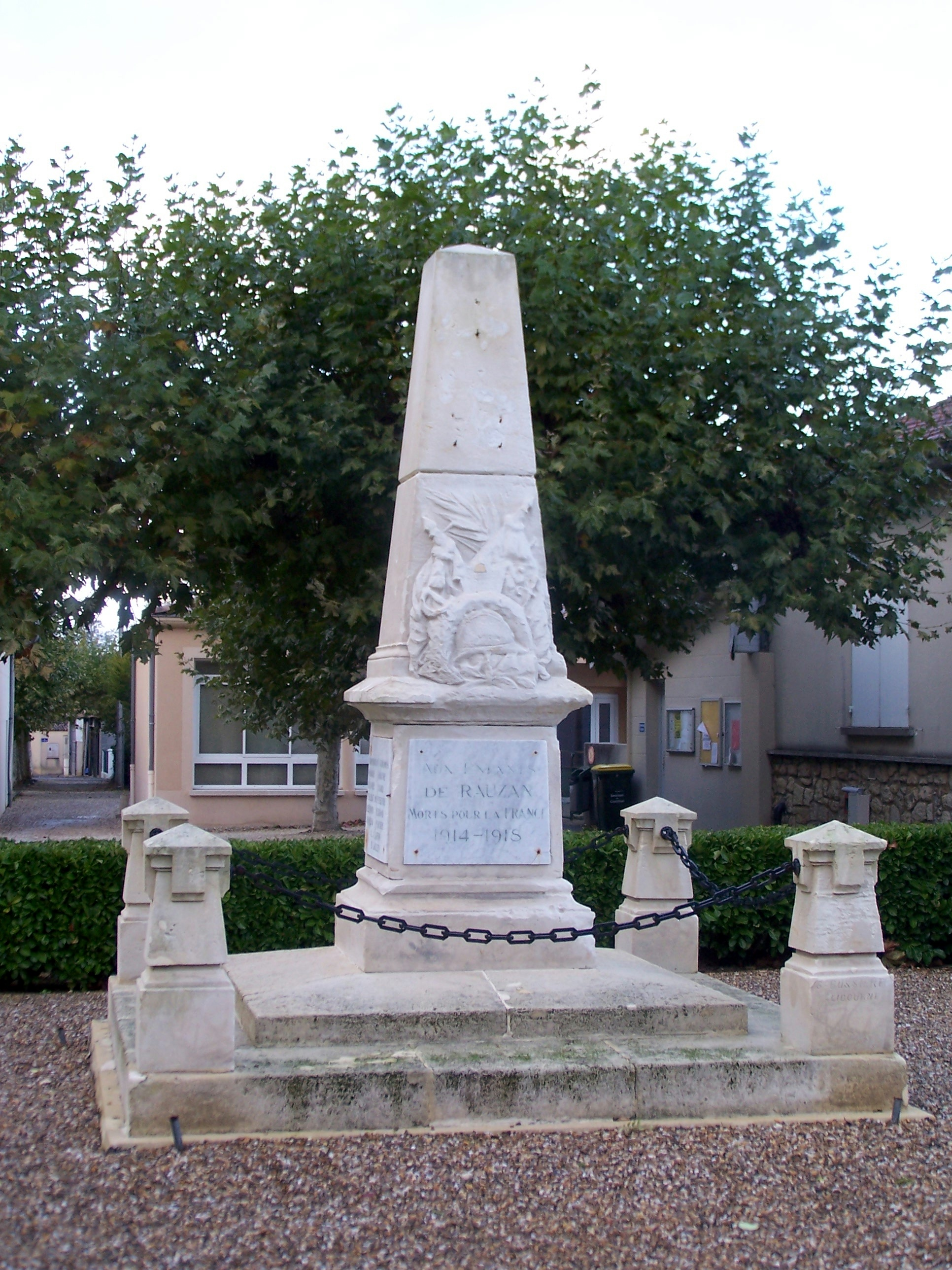
Le monument aux morts près de la mairie (oct. 2012)

### Personnalités liées à la commune
- Pierre Denis (Rauzan) (1883-1951), géographe, financier et résistant français, a choisi pour pseudonyme de résistant le nom de cette commune où il possédait une propriété.
- Jean-Baptiste Dubourg (1987-), pilote automobile participant au championnat du monde de rallycross FIA et sextuple vainqueur du Trophée Andros.
- Lucas Destang (1995-) est un coureur cycliste français,

### Héraldique
| Blason de Rauzan | Blason  | D'azur au lion d'or à la queue léopardée, armé et lampassé de gueules, aux dix fleurs d'argent dites angevines ordonnées en orle. |
| Blason de Rauzan | Détails | Le statut officiel du blason reste à déterminer.                                                                                  |